# Colleiteiro

Denominaciones de origen de Galicia.

Un Colleiteiro, también conocido como Bodega de Colleiteiro o Adega de Colleiteiro, se refiere a una tipología de bodega gallega que actualmente solo existe en la Denominación de Origen Ribeiro, la cual se caracteriza por elaborar hasta un máximo de 60.000 litros de vino al año, únicamente con uva de cosecha propia.
El Colleiteiro, figura tradicional del rural gallego, ha ido evolucionado a la hora de elaborar sus vinos, manteniendo viva la tradición, a la vez que la combina con las últimas tecnologías en elaboración de vinos. En la mayoría de las Bodegas de Colleiteiro, es el propio propietario de la Bodega quien se encarga de todo el ciclo de producción, desde el cuidado de la viña, pasando por la elaboración del vino hasta su posterior embotellado para su comercialización. En el mundo del vino encontramos figuras similares a la de los Colleiteiros como pueden ser el concepto de Terroir o el de Vinos de Autor.

## Características
Un Colleiteiro solo puede elaborar vino a partir de uva de cosecha propia, por tanto no puede comprar uva o vino granel para aumentar su producción.
Un Colleiteiro no puede elaborar más de 60.000 litros de vino al año.
Un Colleiteiro puede vender sus uvas y/o su vino a otras bodegas, y/o venderlo embotellado bajo marca propia.

## Legislación
La figura del Colleiteiro fue regulada por la Orden de 12 de mayo de 1987 de la Consellería de Agricultura. Posteriormente, el Decreto 4/2007, del 18 de enero, por el que se regulan las denominaciones geográficas de calidad del sector alimentario y sus consejos reguladores, publicado en el Diario Oficial de Galicia del 29 de enero de 2007 recoge lo siguiente: "En las denominaciones de origen en que exista un censo específico que recoja la figura del colleiteiro como pequeño productor que transforma su producción, estos podrán tener una representación propia e independiente de la de los sectores determinados en los párrafos anteriores sin que eso suponga rotura de la paridad, dada su doble condición de viticultores y elaboradores. En este caso, los cosecheros no votarán en el censo de viticultores ni en el de bodegas."

## El Colleiteiro en la D.O. Ribeiro
Actualmente solo la Denominación de Origen Ribeiro, la más antigua de Galicia, recoge la figura del Colleiteiro en sus estatutos. En el artículo 17, punto 1, Registro de Bodegas dice lo siguiente: En el Registro de Bodegas se inscribirán todas aquellas que, situadas en la zona de  producción,  realicen  alguna  de  las  actividades  de  elaboración,  almacenaje  y/o embotellado  de  vinos  procedentes  de  viñas  inscritas  y  puedan  optar  al  uso  de  la denominación de origen Ribeiro. Para eso deben cumplir todos los requisitos que estipula este reglamento.  Dentro  de  este  registro  se  hará  un  subregistro  con  las  bodegas  de cosechero, entendidas como tales aquellas que elaboran menos de 600 Hl de vino al año, a partir de uva de cosecha propia. Actualmente, la Denominación de Origen Ribeiro cuenta con 56 Colleiteiros.
Existe una asociación profesional, la Asociación de Colleiteiros Embotelladores do Ribeiro, de la cual pueden ser socios los Colleiteiros de la Denominación de Origen Ribeiro, que actualmente cuenta con 29 colleiteiros asociados.
Video sobre los Colleiteiros do Ribeiro